# 杰瑞·斯蒂勒
杰拉尔德·艾萨克·斯蒂勒（英語：Gerald Isaac Stiller，1927年6月8日—2020年5月11日），美国喜剧演员、作家。曾与结婚60多年妻子安妮·米拉搭档组成二人组斯蒂勒和米拉，直到她2015年去世。
斯蒂勒的职业生涯于1993年回春，当时他在情景喜剧《宋飞传》中扮演乔治·科斯坦扎的父亲弗兰克，赢得艾美奖提名。同年《宋飞传》停播，斯蒂勒转而在CBS连续喜剧《后中之王》扮演古怪的亚瑟·斯普纳，再次获得好评。
斯蒂尔的儿子是演员本·斯蒂勒，两人曾一起出演《名模大間諜》、《魔鬼特训营》、《追女狂想曲》、《七日之痒》和《名模大間諜2》等电影。职业生涯晚期，斯蒂勒因扮演脾气暴躁而古怪的角色闻名，但这些角色受到人们的喜爱。斯蒂勒于2020年5月11日在曼哈顿家中安详去世，享耆壽92岁。